# Cal Patanó
Cal Patanó és una obra de Bellver de Cerdanya (Baixa Cerdanya) inclosa a l'Inventari del Patrimoni Arquitectònic de Catalunya.

## Descripció
Construcció entre mitgeres, de planta baixa i dos pisos, que respon a la tipologia dels habitatges de l'antic nucli urbà de Bellver. Les obertures són posteriors a l'època de l'edificació i la planta baixa està molt transformada, així com el seu interior.

## Història
L'actual propietari és Pere Boada Sicart, descendent directe de Pere Sicart, que regentava en aquest edifici la primera posada que hi va haver a la vila.
Tal com diu una placa a la façana, aquí hi va residir en els mesos d'octubre i novembre de 1860 el poeta Gustavo Adolfo Bécquer, el qual hi va escriure la seva obra: "La Cruz de Don Diablo".